# Gazpachos extremeños

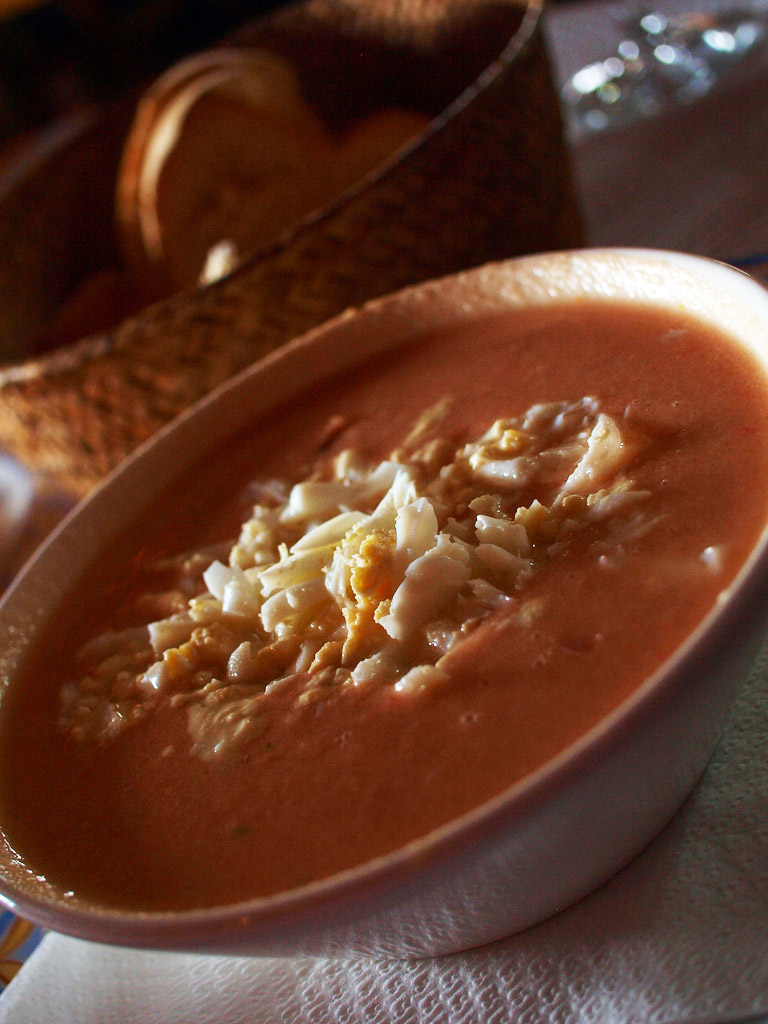
Gazpacho extremeño

Los gazpachos extremeños (denominado también singular gazpacho extremeño) corresponde a una variante de los gazpachos, o sopa fría, elaborado en la cocina extremeña. Su preparación es similar al salmorejo cordobés con el empleo de miga de pan (espesado con yema de huevo cocido) y la añadidura de otras hortalizas como pimiento, cebolla, y como colorante natural el pimentón. Se suele servir en una almorfía que es un cuenco de barro parecido a un lebrillo.

## Características
Se trata de una bebida que,  al igual que el gazpacho sevillano, se emplea como alimento a la par que de refresco. El gazpacho extremeño se caracteriza por emplear como espesante la yema del huevo cocido, además del pan. Por emplear como colorante rojo, además del licopeno del tomate, el pimentón de la Vera. Se suele preparar tradicionalmente en mortero, o almirez. En la actualidad es más habitual el empleo de batidoras eléctricas. Al igual que otros gazpachos emplea el ajo y el vinagre (que no se vierte, sino hasta el momento de ser servido), el aceite de oliva. El gazpacho extremeño se diferencia del andaluz en que el tomate se añade al final y no forma parte de majado.

## Variantes: gazpacho deSierra de Gata
En la comarca de Sierra de Gata, el gazpacho lleva un ingrediente esencial, el poleo (Mentha pulegium). Esta planta, de la familia de la menta, aromática y silvestre, crece en las zonas de ribera y zonas húmedas. 
Para elaborar el gazpacho tradicional de la Sierra de Gata, se utiliza la planta fresca o si no se dispone de ella, y se ha conservado seca, también se puede utilizar de esta forma. 
El gazpacho, originalmente, en esta comarca, se basaba en una sopa fría a base de agua, cebolla, ajo, vinagre y aceite de oliva virgen, mezclado con plantas aromáticas que se dispusiese en la zona, generalmente poleo. Con el tiempo, se ha ido añadiendo otras hortalizas como tomate, pimiento, etc.
Hay muchas variantes e ingredientes en la elaboración de este gazpacho de la Sierra de Gata, pero los ingredientes principales son: tomate, pimiento, cebolla y pepino, pan “asentao”, es decir, de un día o dos, huevo cocido (podemos reservar la yema, para el “majao”), aceite de oliva virgen y agua; se pican todos los ingredientes y posteriormente se añade el “majao” donde se incorpora en un mortero, el ajo, la sal, el poleo (fresco o seco) y el vinagre. 
Tradicionalmente el gazpacho se consumía, sin triturar, con todos lo ingredientes picados. Actualmente, se consume en las dos versiones, triturado y sin triturar.